# Śamatha
Śamatha (sanskryt), samatha (pali), szine (tyb. ཞི་གནས་, Wylie: zhi gnas) – jedna z podstawowych technik medytacji w buddyzmie, polegająca na utrzymywaniu w sposób ciągły uważności, poprzez skupienie na jakimś obiekcie, co prowadzi do uspokojenia umysłu. Nazwa pochodzi od sanskryckiego rdzenia „śam-” (spokój, uspokajać) i „(s)tha” (pozostawać).
Jest 40 możliwych obiektów medytacji (kammatthana):
- 10 kasina – pathavi kasina (ziemia), apo kasina (woda), tejo kasina (ogień), vayo kasina (wiatr lub powietrze), aloka kasina (światło), lohita kasina (czerwony), nila kasina (zielony), pita kasina (żółty), odata kasina (biały), and akasa kasina (przestrzeń);
- 10 asubha (dosł. „obrzydliwości”) – spuchnięte zwłoki, sine zwłoki, ropiejące zwłoki, rozczłonkowane zwłoki, pogryzione zwłoki, rozrzucone zwłoki, posiekane i rozrzucone zwłoki, zwłoki poplamione krwią, zwłoki toczone przez robaki, szkielet;
- 10 anussati („przypomnienia”) – przypomnienie cnot Buddy, przypomnienie Dhammy, przypomnienie cnot Sanghi, kontemplacja własnej moralności, kontemplacja własnej wolności, kontemplacja cnot, które pozwalają na zostanie bogiem, uważność śmierci, kontemplacja 32 nieczystych części ciała, uważność oddechu, przypomnienie pokoju;
- 4 appamanna (bezkresne stany umysłu) – miłująca dobroć, współczucie, współczująca radość, spokój;
- 4 arupa (bezpostaciowe kule) – kula nieskończonej przestrzeni, kula nieskończonej świadomości, kula nicości, kula ani postrzegania, ani nie-postrzegania;
- 1 dhatumanasikara – analiza czterech żywiołów;
- 1 aharepatikula – obrzydliwość jedzenia[4][5].

Medytacja samatha ma dawać trzy korzyści: szczęście w obecnym życiu, szczęśliwe odrodzenie i uwolnienie się od umysłowych skaz, co jest warunkiem uzyskania wglądu.